# 盜火線
《烈火悍將》是一部1995年美國犯罪劇情片，由麥可·曼恩自編自導，艾尔·帕西诺、罗伯特·德尼罗與方·基墨主演。該片的故事發生在洛杉矶，洛杉矶警察局的文森·漢納（帕西诺飾演）奉命調查一起武裝車輛劫案，而犯下該案的竊盜團隊之首腦便是德尼罗飾演的尼爾·麥考利。麥考利手下有三名團夥：薛哈利斯（基墨飾演）、切里托（湯姆·賽斯摩飾演）與韋恩葛羅（凱文·蓋奇飾演）。除了作案過程、警方調查和雙方交鋒之外，電影也著重於角色們的個人生活：漢納耽溺於辦案，與妻女相處不和；麥考利愛上一名女子，面臨捨棄原則的關頭。
該片的籌拍過程長達十餘年，起始於1980年代時曼恩所寫的劇本。這份劇本取材自真實故事——芝加哥警官查克·亞當森追捕並最終擊斃一名竊盜犯（與德尼罗的角色同名）的經歷，由亞當森親自向曼恩訴說。雖然寫好了劇本，曼恩當時對於將之搬上大銀幕感到無能為力，且尚未解決故事複雜性所導致的劇本結構問題。1980年代後半，曼恩將該劇本翻拍成全国广播公司（NBC）的電視電影《洛城大劫案》，當作新影集的敲門磚，但並未成功。到了1990年代初，曼恩重拾該片的劇本並加以改良，在製片人亞特·林森的鼓勵下拿起導演筒，並成功邀請到兩名最中意的演員——帕西诺與德尼罗。該片以6000萬美元的預算，在1995年2月21日展開主体拍摄，全程費時約一百餘天。
《烈火悍將》於1995年12月7日在史蒂芬·J·羅斯戲院首映，隨後在同年12月15日上美國院線。該片獲得多數影評人的讚譽，並在全球斬獲1.8億美元的票房。曼恩的編導表現、演員陣容、攝影以及剪輯等層面備受好評，評論也認為片中的角色刻畫在同類電影中格外出色，但亦有反面意見認為該片故事老套且片長過冗。主題分析方面，影評人聚焦於片中探討的警匪關係和男女描寫，並將該片與類似的片種進行比對。該片的影響力歷久不衰，成為《黑暗騎士》等眾多作品的參考對象，並被媒體列入影史佳片榜單。2016年，該片的4K導演終極版問世，六年後曼恩執筆的前傳兼續集小說《烈火悍將2》於2022年出版，並已確定會拍成電影。

## 劇情
在洛杉矶，尼爾·麥考利是一支竊盜團隊的首腦，成員有克里斯·薛哈利斯、麥可·切里托與新進的韋恩葛羅。在電影開頭，四人分頭行動，目的是搶劫武裝車輛，奪得160萬美元的不記名債券。他們制伏了武裝車輛的保全，然而韋恩葛羅卻開槍殺人，其他三人被迫收拾掉剩下的保全。麥考利將韋恩葛羅開除並打算滅口，但因警車正好經過而讓韋恩葛羅跑了。奉命調查武裝車輛劫案的人是洛杉矶警察局的文森·漢納，他經驗老到且恪守職務，但無力顧及家庭，與第三任妻子賈絲汀和繼女勞倫貌合神離。另一方面，麥考利在餐廳邂逅了孤身女子伊迪，有意與她私奔到國外，薛哈利斯則與妻子夏琳關係緊張。
麥考利的幫手奈特將搶來的債券賣回給失主羅傑·范贊特，但對方設有埋伏，麥考利、薛哈利斯與切里托在槍戰中將之擊潰，並誓言報復。與此同時，漢納針對劫案進行調查，起初幾乎找不出破綻，後來從線人那邊得知竊盜團隊其中一人是切里托，進而循線追查到麥考利和其團夥。警方展開暗中監視，麥考利在試圖入侵金庫時察覺不對勁，選擇直接撤退，並決定下一次接案後便收手不幹。漢納跟蹤麥考利的車，在105号州际公路攔下他，邀請他在咖啡廳坐一下。兩人聊起自己為從事之事的付出以及生活上的困境，漢納提及自己經營家庭失敗，麥考利則坦承自己的孤寂。兩人彼此坦白，若有必要將會殺死對方。
在做案前夕，車手崔霍因被警方嚴密監視而自請退出，麥考利找來舊友唐·布里丹頂替。此行目標是從銀行搶走1220萬美元，麥考利、薛哈利斯與切里托三人按照計畫動手，但警方收到范贊特的密報而及時抵達現場。雙方爆發大規模槍戰，包含博斯科警探在內有許多警察傷亡，切里托和布里丹也中彈死去。麥考利帶著負傷的薛哈利斯逃走，先去找醫生進行治療，然後交給奈特看顧。麥考利第一時間懷疑崔霍通風報信，但發現崔霍已遭韋恩葛羅毒手，情報是由韋恩葛羅交給范贊特。
將范贊特殺掉後，麥考利準備搭飛機出逃，伊迪得知他是罪犯，但仍願與他同去。薛哈利斯也被迫遠走高飛，離去前試圖去與妻子和解，但夏琳落入警方掌握，打手勢要他離去。漢納得知韋恩葛羅藏身一家酒店，便放出消息來釣出麥考利。然而在等待時，漢納發現繼女勞倫在飯店浴室裡割腕，趕緊將她送到醫院，保住了性命。漢納與賈絲汀和解，但兩人也明白這段關係永遠不會有結果。另一方面，麥考利與伊迪前往洛杉磯國際機場時，奈特告訴他韋恩葛羅的下落。麥考利執意調頭去殺韋恩葛羅，在酒店得手後遭到警察圍捕，無法與伊迪會合。漢納追著麥考利直到機場跑道，兩人在黑暗中搜尋彼此，最後漢納先一步開槍射中麥考利的胸口。麥考利死去時，漢納握著他的手，全片至此結束。

## 演員
| 演員                      | 角色名稱                           | 備註                                                 |
| ------------------------- | ---------------------------------- | ---------------------------------------------------- |
| 艾爾·帕西諾               | 文森·漢納警督（Lt. Vincent Hanna） | 頑強老練的洛杉矶警察局成員。                         |
| 勞勃·狄尼洛               | 尼爾·麥考利（Neil McCauley）       | 聰明謹慎、生活孤獨的職業罪犯，曾在佛森州立監獄服刑。 |
| 方·基墨                   | 克里斯·薛哈利斯（Chris Shiherlis） | 麥考利的團夥，是個賭徒。                             |
| 強·沃特                   | 奈特（Nate）                       | 幫麥考利打理事情的人。                               |
| 湯姆·賽斯摩               | 麥可·切里托（Michael Cheritto）    | 麥考利的團夥。                                       |
| 黛安·薇諾拉               | 賈絲汀·漢納（Justine Hanna）       | 文森的現任也是第三任妻子，夫妻關係岌岌可危。         |
| 艾米·布倫尼曼             | 伊迪（Eady）                       | 與麥考利相戀的書店女店員，專業是平面设计。           |
| 艾希莉·賈德               | 夏琳（Charlene）                   | 克里斯的妻子，兩人關係不和睦。                       |
| 米凱帝·威廉森             | 杜拉克警佐（Sgt. Drucker）         | 漢納身邊的警察。                                     |
| 韋斯·斯塔蒂               | 卡薩爾斯警探（Det. Cassals）       | 漢納身邊的警察。                                     |
| 泰德·李凡                 | 博斯科警探（Det. Bosko）           | 漢納身邊的警察。                                     |
| 丹尼斯·赫柏特             | 唐·布里丹（Don Breedan）           | 有心向善的前科犯，但在餐廳工作時受經理欺侮。         |
| 威廉·菲德內爾             | 羅傑·范贊特（Roger Van Zant）      | 從事洗錢生意。                                       |
| 娜塔莉·波曼               | 勞倫（Lauren）                     | 賈絲汀之女，文森的繼女。                             |
| 湯姆·諾南                 | 科索（Kelso）                      | 將搶銀行的情報提供給麥考利的人。                     |
| 凱文·蓋奇                 | 韋恩葛羅（Waingro）                | 麥考利的團夥，剛加入。                               |
| 汉克·阿扎里亚             | 馬西亞諾（Marciano）               | 夏琳的外遇對象。                                     |
| 蘇珊·特雷勒               | 艾琳（Elaine）                     | 切里托的妻子。                                       |
| 金·斯湯頓（Kim Staunton） | 莉莉安（Lillian）                  | 布里丹的妻子。                                       |
| 丹尼·崔荷                 | 崔荷（Trejo）                      | 麥考利的車手。                                       |
| 巴德·寇特（未掛名）       | 餐廳經理                           | 布里丹在他的店裡工作。                               |

## 製作

### 背景與編劇
1964年3月25日，芝加哥警察局重案組警探查克·亞當森在一場發生於搶劫現場的槍戰中，擊斃了長年追捕的竊盜犯尼爾·麥考利（Neil McCauley），事件報導可見於隔天的《芝加哥論壇報》。案發時，現場有麥考利與三名共犯麥克·帕瑞爾（Mike Parille）、查爾斯·潘提斯（Charles Panteas）和羅素·布里登（Russell Bredon），警察早已在跟監這夥人，他們從一家國家茶坊搶走1萬3千多美元後便遭到追捕，雙方交火，最後僅有布里登逃脫，其餘皆被擊斃。據芝加哥史學家理查·林伯格（Richard Lindberg）表示，世人很快就遺忘了這個案子。時光流轉，透過共同的友人奈特·葛羅斯曼（Nate Grossman），亞當森結識了日後該片的導演麥可·曼恩。曼恩當時還在影集界從業，正要製作一些司法相關或警察題材的作品，亞當森則想轉行當作家，兩人一拍即合。亞當森也幫曼恩拓展警界人脈，甚至認識了一些罪犯。
1979年或1980年時，亞當森在芝加哥林肯大街上的貝登餐館（Belden Deli）告訴曼恩，他與麥考利曾在這間餐館有過一次會面。亞當森自承在辦案時就相當佩服麥考利的聰明、自律以及專業態度，他主動讓雙方的一次偶遇發展成該次會面而不是槍戰。在餐館裡，兩人雖處於對立關係，卻能融洽地互動，彷彿遇到了與自己極為相似的陌生人。亞當森也在日後稱，若非知道對方是罪犯，他可能會覺得邂逅了一個不錯的人。儘管如此，兩人之間有個默契，那就是有必要時仍會毫不猶豫地出手制伏對方，而亞當森最終也確實那麼做了。聽完亞當森與麥考利的互動後，曼恩產生了將之拍成電影的想法。
曼恩以亞當森的真實經歷為靈感，結合他對犯罪世界的觀察與了解，寫下題名為《如火如荼》（Heat）的劇本；最早的劇本草稿可追溯到1984年，劇本最終長達180頁。曼恩將故事舞台從芝加哥改成洛杉磯，原因是後者更為巴尔干化。劇本中的警督文森·漢納（Vincent Hanna）以亞當森當作原型，而他的對手正與現實中的麥考利同名同姓。曼恩在訪談中表示，故事的核心就是這兩名人物，他們立場相悖，但同樣充滿自覺且深思熟慮，對所行之事有著一定程度的想法和邏輯。兩人僅在一兩個理念上背道而馳：漢納認為保護人命至關緊要，麥考利則不具備該想法。曼恩稱，這兩人之間的兩方辯證便是該片的根源。在角色設定方面，曼恩投入大量時間進行研究，替包含配角在內的所有角色構思了背景故事，他認為該片的故事必須由角色們的身分和慾望來推動，而不只是他們的行為。由於每個角色都有深刻的設定，他們的人生交織成結構複雜的劇情，曼恩在1980年代之後才確保敘事的連貫性。

### 籌拍

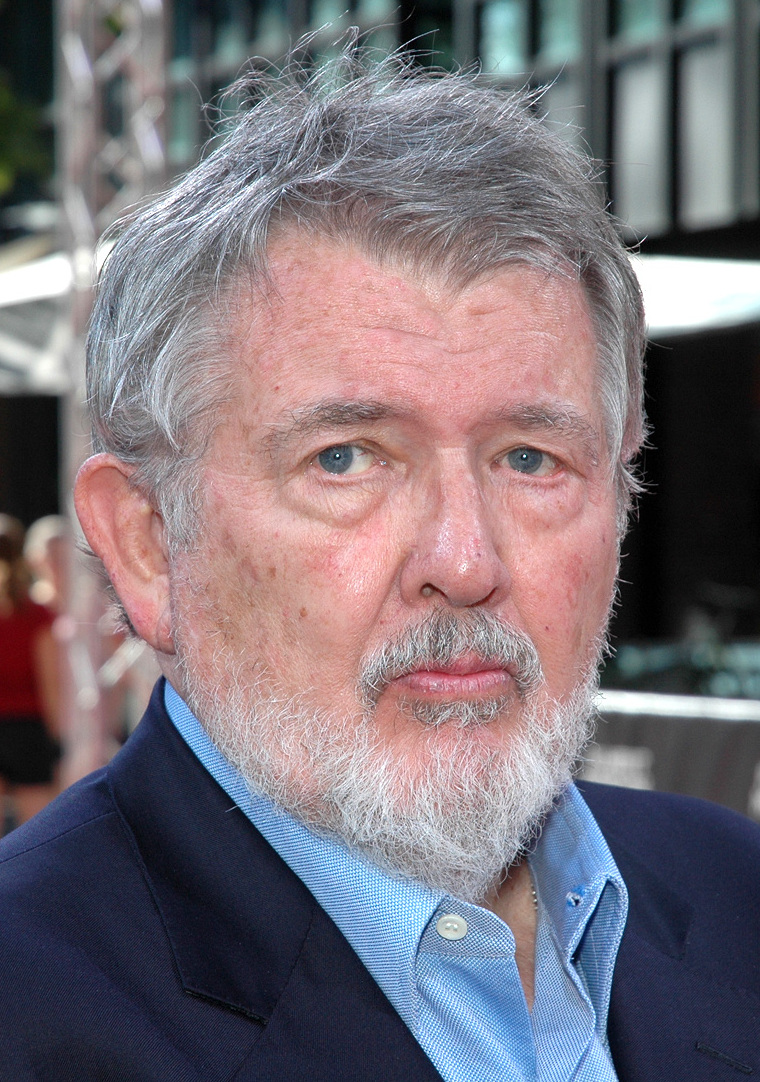
華特·希爾（攝於2014年）曾受邀執導該片

1981年，曼恩以犯罪片《大盜》當作他的首部院線電影，隔年1月時《電影期刊》稱曼恩正著手籌備三部電影：《環狀世界》（Rimworlds）、《廣播人》（Radio Man）以及《如火如荼》。1983年2月，《荷里活報道》稱曼恩的製片公司已將《環狀世界》以及《如火如荼》定為接下來的兩部作品，皆由曼恩編劇及導演。然而，曼恩雖然在拍完《大盜》之後有對《如火如荼》進行改寫，但暫時不想再拍類似領域的電影。曼恩在1983年接受《電影評論雜誌》訪問時亦表示：「我很喜歡（《如火如荼》）。以編劇的身分來說，我真的很想看到它被搬上大銀幕。但以導演的身分來說，我不願意去碰它。」曼恩曾請託好友華特·希爾接手，但對方沒有答應。
到了1980年代後半，曼恩為全国广播公司（NBC）製作的影集《邁阿密風雲》即將播畢，他開始尋找下一部影集的著落。雖然《如火如荼》只是一部電影的劇本，曼恩認為它有長篇史詩的感覺，也許適合發展成影集。於是曼恩將《如火如荼》從180頁簡化至約110頁（另有一說是只保留40%），當成新劇《漢納》（Hanna）的試播集之劇本。試播集在很短的時間內完成，前期製作10天，拍攝19天。漢納一角由史考特·普蘭克飾演，艾力克斯·麥克阿瑟飾演對應到麥考利的派崔克·薩林可（Patrick Salinko）。就結果來說，NBC對試播集並不滿意，拒絕其發展成影集，最後試播集只能以電視電影的形式在1989年播出，也就是《洛城大劫案》。日後曼恩坦承，嘗試將《如火如荼》拍成影集可能是他當時試圖逃避劇本結構問題而做的選擇。
拍完《大地英豪》（1992年）之後，曼恩重讀1986年版的《如火如荼》劇本，產生將之搬上大銀幕的慾望，但仍認為導演一職應該請人捉刀。1994年，曼恩在與製片人好友亞特·林森共進早餐時將劇本交給對方，林森讀了之後要求曼恩務必以導演身分親自拍這部片，而曼恩也接受了這份鼓勵。在著手籌拍前，曼恩注意到《如火如荼》的結局始終不太對勁，在有了頭緒之後，他只用了大約三週便修改完畢。最終版本的結局是麥考利死於漢納手中，曼恩認為被一個最相似的人所殺是兩人關係的最佳句點，當這個結局定下來後，他以逆推的方式完善了早前的橋段。
在尋求片商的資助時，曼恩與林森先找來兩大名演員艾尔·帕西诺與罗伯特·德尼罗擔任主演，並帶著經過改良的劇本去找片商华纳兄弟，只給對方48小時的時間考慮是否要合作。片商一向不看好《如火如荼》這種片長偏長且拍攝成本高的劇本，但曼恩回憶道，帕西诺與德尼罗的雙強聯手讓华纳兄弟咬著牙勉強答應。华纳兄弟的高層特里·塞梅尔、布魯斯·柏曼和勞勃·A·戴利為這個案子亮起綠燈，摄政企业創辦人艾農·米爾臣也挹注了資金。1994年3月21日，據《綜藝雜誌》報導，曼恩將擱置關於占士·甸的傳記片，轉而著手把《如火如荼》搬上大銀幕。報導也首度對外披露帕西诺與德尼罗將領銜主演。1994年4月5日，報導稱曼恩正式放棄甸的傳記片，並計畫於1995年初開拍《如火如荼》，也就是《烈火悍將》。

### 選角
曼恩在與林森討論的時候，就決定要邀請帕西诺與德尼罗擔任主演，分別飾演漢納與麥考利。曼恩去找帕西諾合作，而林森則與德尼罗聯絡，結果兩人都同意接演。兩人當時的平均片酬分別為1200萬美元和700萬美元，有來源稱若他們不願接演，製片方的備案是傑夫·布里吉搭配尼克·诺尔蒂。帕西诺與德尼罗都曾榮獲奧斯卡最佳男主角，此次是他們首度演對手戲；兩人雖然都曾出現在《教父2》（1974年）當中，但當時雙方的角色並無互動。2008年電影《世紀交鋒》再次撮合帕西诺與德尼罗，但該片口碑差勁。方·基默飾演麥考利的團夥克里斯·西荷里斯（Chris Shiherlis），該角色原本的演員人選是基努·李維，但他選擇去演舞台劇《哈姆雷特》；瓊·邦·喬飛也曾為該角試鏡。西荷里斯的角色藍本是一名保險箱竊賊，基默與他見過面並聽他說故事。
在角色詮釋方面，曼恩與帕西諾形容漢納是一個對於偵辦案件及捉拿罪犯的過程感到上癮的人，他在那種環境中找到歸宿，然而也意識到自己因此而難以維繫包含感情生活在內的其他事物。據帕西諾所述，該片原本會有漢納吸食可卡因的片段，並認為那能解釋他的一些爆發性言行；然而曼恩不希望觀眾如此解讀而予以刪除。麥考利被曼恩認定為悲劇性人物，因為有著疏離及孤獨的背景以及法外之徒的身分，他秉持著不留戀的生活態度。認識女子伊迪（Eady）後，麥考利在衝動之下企圖追求感情生活並拋棄行事方針，最終導致了他的失敗。與麥考利相比，曼恩形容西荷里斯是後現代派的人物，行事毫無準則且衝動，但正因為他有適應能力才能保住性命。
德尼罗為了準備角色而與曼恩一同參觀佛森州立監獄，基默也訪視了所飾角色曾待過的監獄。飾演盜賊團夥的德尼罗、基默與湯姆·賽斯摩還被要求進入世紀城的一間銀行進行調查，並且擬出一套詳細的搶劫計畫。其他角色方面，強·沃特是曼恩一直很想合作的演員，最後成功請他飾演麥考利的幫手奈特（Nate），該角色參考了真實罪犯艾迪·邦克。數年後沃特再與曼恩合作《威爾·史密斯之叱吒風雲》（2001年）。飾演伊迪的艾米·布倫尼曼原本認為該片太過血腥且缺少道德而不願演出，但曼恩認為那股抗拒就是她勝任的原因。艾希莉·賈德訪問了很多和入獄罪犯有牽連的女人，其中有的人因為丈夫入獄而不得不賣淫養家。配角杜拉克警佐（Sgt. Drucker）的演員米凱帝·威廉森去年在《阿甘正傳》的演出未得到奥斯卡金像奖青睞，曼恩與帕西諾覺得可惜，便在該片中給他一個角色。

### 拍攝
《烈火悍將》的預算為6000萬美元，前期製作歷時6個月。該片在洛杉矶實地拍攝，劇組致力於尋找適合容納各個角色的場域，增加說服力和角色的存在感。在開拍之前，曼恩自覺還不夠了解這座城市，於是每個週末至少一晚與洛杉矶警察局（LAPD）的便衣隊長湯姆·艾夫蒙特（Tom Elfmont）四處巡邏，持續6個月。另一方面，他也與劇組成員一同實地勘景（有時甚至是坐直升機），在過程中拍下大量照片，一部分是記錄即將使用的場地，其餘則當作靈感來源。照片中的洛杉磯以藍和灰為主色調，奠定了該片的視覺風格。之後，主体拍摄於1995年2月21日開始，一共為期107天至110天左右。但丁·斯宾诺蒂擔任該片的攝影指導，是他繼《1987大懸案》（1987年）和《最後的摩根戰士》後第三次與曼恩合作。鏡頭的安排由曼恩主導，有時甚至會親自操作攝影機，斯宾诺蒂等攝影人員主要負責設計打光。
該片有著多達95個外景地點，美術指導尼爾·史畢賽克（Neil Spisak）的說法是106個左右，曼恩則稱是160個。電影開頭的裝甲車劫案發生在威尼斯大道，麥考利與范贊特人馬的槍戰攝於西洛杉磯一家名為「Centinela」的廢棄汽車戲院。電影前半段出現的鬥狗場在拍攝前原本是一處非法斗鸡場。布里丹在伯班克的鮑勃大男孩餐廳工作，而麥考利一夥人聚會的餐廳是強尼咖啡廳。麥考利與伊迪相識的地方是位在圣莫尼卡的百老匯餐館（Broadway Deli），後者也是曼恩與林森見面的地方。麥考利企圖在深夜作案的片段拍攝於洛杉磯市中心的商業區。劇組在一家遠東國民銀行拍攝銀行劫案，但銀行的門面是用另一座建築454南花大樓來拍。韋恩葛羅最後躲藏的地方是鄰近洛杉磯國際機場（LAX）的希爾頓酒店（The Hilton Los Angeles Airport），而片末漢納與麥考利的決鬥就在機場的跑道實地拍攝，為此劇組花了數個月的時間與對方協調，拍攝時遇到的困難是飛機起飛的噪音。該機場後來不再開放於該區域拍片。

漢納與麥考利在咖啡廳的私人會面拍攝於凱特·曼地利尼餐廳。這場會面是兩人在片中第一次的正面交鋒，且在劇情上有著承先啟後的作用，因而對該片而言十分重要。曼恩僅與兩名演員帕西诺與德尼罗討論了該場景的意義和一些該有的互動，他希望整場戲水到渠成、彷彿是兩名角色真的在對話。整個片段經過多次拍攝，曼恩最終選擇了第11次的成果。會面場景完全以兩名角色各自的過肩鏡頭組成，漢納那方的過肩鏡頭看著麥考利，另一方的則看著漢納。過肩鏡頭以兩台攝影機拍攝，另外還有一台拍攝側寫鏡頭，但最終完全沒有用上，曼恩的理由是為了保持沉浸感。據外景經理珍妮絲·波莉（Janice Polley）和助理製片人古斯馬諾·切薩利提表示，曼恩曾考慮在另一個地點——高速公路旁的某家墨西哥夹饼小攤——拍攝。這場戲被以「咖啡廳片段」（coffee shop scene）稱之，華納兄弟在2013年則將之命名為「面對面」（Face To Face）。
銀行搶案後的槍戰片段經過精心編排，拍攝於洛杉磯的第四大街（4th Street）和第五大街（5th Street）。由於只有星期六和星期日能在地實拍槍戰，因此該片段並非連續拍攝而成，劇組必須有周詳的規劃，才能不受拍攝間斷所影響。每次拍攝大約用掉八百至一千發子彈，演員們使用的是實心空包彈（full-load blanks），裏頭的火藥量與真槍實彈無異，因此槍聲非常駭人。最終槍戰片段一共用了六天拍攝，並曾與母親節撞期。拍攝過程中有許多路人從遠處旁觀，掉在現場的彈殼還被遊客撿走當作紀念品。在音效設計方面，一般電影裡的槍聲都是音效，曼恩原本也準備了一份精心製作、適用於槍枝開火的音效，會需要五天來完成與實拍片段的混音。但在實拍之後，曼恩發現真實的槍聲有著比音效更好的效果，便棄用音效，並指出拍攝現場周遭有好幾座摩天大樓，槍聲在「玻璃與鋼鐵組成的峽谷」中混響的效果是獨一無二的。混音師克里斯·珍金斯也認同現場的槍聲震耳欲聾，槍聲的回音能殘留數秒。
特技方面，該片的演員大多親力親為。帕西諾在拍完追逐德尼罗的戲之後大腿後肌受傷，該片因此停拍一個星期。對於銀行外的激烈槍戰，曼恩在開拍前數個月找來特种空勤团（SAS）的一些成員，對演員進行特訓，內容包含槍枝使用以及近身距離作戰。前SAS成員米克·古爾德（Mick Gould）操刀大半部分的訓練，他在日後也幫曼恩訓練《落日殺神》（2004年）的主演湯姆·克魯斯。同為SAS出身的安迪·麥克奈與古爾德一同為德尼罗、基墨和賽斯摩設計專屬訓練，讓他們具備相當於角色的技術。由於使用的是真槍實彈，訓練全程有著嚴密的安全措施。所有的訓練皆在洛杉磯郡警局的三個郊外射擊場進行（位於魔法山附近），場地上搭建了模擬真實街道的布置。根據麥克奈的估計，整個訓練過程為時三個月。曼恩稱讚演員們學得又快又好，尤其是基默在銀幕上的一段表現曾被布拉格堡選用為訓練教材。他也指出，真正具備殺人技能的演員在片中更能流露出致命的氣質。

### 音樂

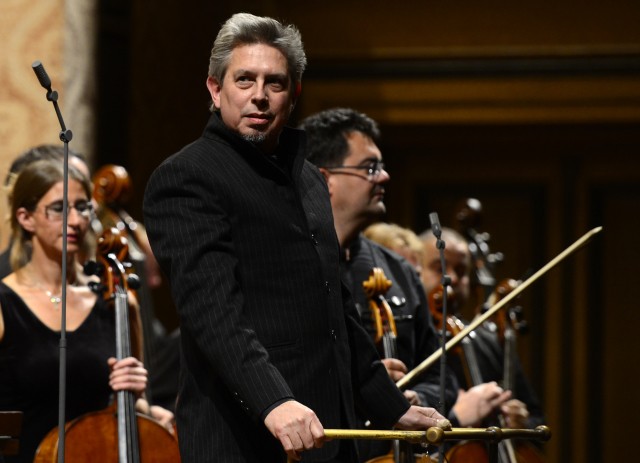
艾略特·高登索（攝於2014年）為該片譜寫原創配樂

據曼恩表示，由於《烈火悍將》彷彿讓人身處於多個不同的世界，他想要一種走折衷主義路線的音樂。艾略特·高登索為該片譜寫原声音乐，除此之外曼恩還挑選了一些歌曲，並與其他音樂家們合作。原聲帶於1995年12月推出後，Filmtracks.com的編輯克里斯汀·克萊門森（Christian Clemmensen）評論道，曼恩對想要的音樂類型肯定瞭然於心，他在片中融合兩種元素：高登索譜寫的后现代原創配樂以及一套組的沉重搖滾樂曲。《纽约时报》的影評人史蒂芬·霍登則稱該片的原聲帶是「藝術般的音樂綜合體」，融合了工業搖滾、黑暗的浪漫交響樂和心事重重的爵士吉他，且在聆賞時可感覺到曲和曲之間無縫融合。《娱乐周刊》的影評人歐文·格萊伯曼形容該片的配樂為「具有催眠作用的合成流行音樂」，並稱之為曼恩的常用伎倆。就意象來說，霍登認為該片的配樂彷彿「喚起了惡夢般的洛杉磯，一座滿是支離破碎的希望、帶有腐敗淪喪的吸引力的城市」。
克萊門森稱，高登索的配樂適應性佳，契合該片的精神和曼恩挑的其他曲子。高登索在準備譜寫配樂時會先進行一連串的實驗，因此他做的第一件事就是要求曼恩準備一筆用於實驗的預算。在實驗過程中，高登索並非嘗試寫出真正的曲子，而是試圖創造符合該片「給人的印象」（impression）的音樂。他的實驗以打击乐器為主，搭配吉他、自製樂器和大提琴，並測試各種聲音與不同響亮程度（sonority）的組合。進入正式譜曲階段後，高登索便會以具體的實驗成果與曼恩進行討論。克萊門森評論道，從《夜访吸血鬼》（1994年）和《永远的蝙蝠侠》（1995年）來看，高登索看似捨棄了《异形3》（1991年）和《越空狂龍》（1993年）中的前衛曲風，但《烈火悍將》足以證明他並沒有。霍登認為高登索為該片寫的曲子讓人想到俄羅斯作曲家德米特里·肖斯塔科维奇，差別在於前者有著黑色电影的風格。
在高登索操刀的配樂中，克萊門森認為純吉他音樂搶盡了風頭，三首曲子Condensers、Run Uphill和Steel Cello Lament奠定了配樂整體的核心。克萊門森也注意到該片沒有主題曲，指出雖然高登索確實有使用少許动机，但很難被察覺。另一方面，克萊門森讚賞高登索擅長營造不安感，除了調整和声的主結構外，他也置入了恰到好處的不諧和音。高登索讓低音和高音在背景中經常略微波動，營造出令人不適的声景，以滿足曼恩的要求；不過克萊門森指出，原聲帶中大部分電吉他和鍵盤的演奏都算和諧，聆聽體驗令人滿意。對於該片兼具的冷峻感和動作場面的爆發感，克萊門森稱前者是以弦樂四重奏加上電子樂器來呈現，而後者運用了強而有力、現場收音的打擊樂加上部分循環手法。
曼恩延攬的其他音樂家中包含以吉他聞名的作曲家葛林·布蘭卡。布蘭卡採用由吉他組成的樂隊，約有15支或20支。據艾登索的說法，吉他樂隊呈現的效果類似歐洲風格，且布蘭卡使用經過去諧（detune）、有節奏感的撥弄方式來演奏吉他，呈現出有如鬼魅般若有似無的旋律。霍登認為挪威音樂人特耶·雷普達爾的兩首曲子Last Nite和Mystery Man為該片提供了蒼涼的吉他樂。美國樂團克羅諾斯四重奏演奏了三首高登索寫的曲子，克萊門森認為它們被其他電子樂曲比了下去，不過三首中的Refinery Surveillance和Predator Diorama應能滿足《异形3》的影迷。美國音樂人莫比也提供了重要的曲子，片中帕西诺與德尼罗僅有的兩場共戲皆以他的作品為背景音樂。咖啡廳片段使用莫比翻唱的歡樂分隊歌曲New Dawn Fades，結尾的對決使用莫比的原創曲God Moving Over the Face of the Waters。

#### 原聲帶
| 原聲帶曲目列表 | 原聲帶曲目列表                                                                  | 原聲帶曲目列表                                                                              | 原聲帶曲目列表                        | 原聲帶曲目列表 |
| 曲序           | 曲目                                                                            | 词曲                                                                                        | 演出者                                | 时长           |
| -------------- | ------------------------------------------------------------------------------- | ------------------------------------------------------------------------------------------- | ------------------------------------- | -------------- |
| 1.             | Heat                                                                            | 艾略特·高登索                                                                               | 克羅諾斯四重奏                        | 7:41           |
| 2.             | Always Forever Now（出自1995年專輯《Original Soundtracks 1》）                  | U2樂團 布萊恩·伊諾                                                                          | 旅客（Passengers）                    | 6:54           |
| 3.             | Condensers                                                                      | 艾略特·高登索                                                                               |                                       | 2:34           |
| 4.             | Refinery Surveillance                                                           | 艾略特·高登索                                                                               | 克羅諾斯四重奏                        | 1:45           |
| 5.             | Last Nite（出自1987年專輯《Blue》）                                             | 特耶·雷普達爾                                                                               | 特耶·雷普達爾 & 追逐者（The Chasers） | 3:29           |
| 6.             | Ultramarine（出自1992年專輯《Cobalt Blue》）                                    | 麥可·布魯克                                                                                 | 麥可·布魯克                           | 4:35           |
| 7.             | Armenia（出自1983年專輯《Zeichnungen des Patienten O. T.》）                    | 布里克薩·巴格德 （ 英语 ： Blixa Bargeld） F·M·艾恩海特 （ 英语 ： F.M. Einheit）                                    | 新建築倒塌                            | 4:58           |
| 8.             | Of Helplessness                                                                 | 艾略特·高登索                                                                               |                                       | 2:39           |
| 9.             | Steel Cello Lament                                                              | 艾略特·高登索                                                                               |                                       | 1:42           |
| 10.            | Mystery Man（出自1989年專輯《The Singles Collection》）                         | 特耶·雷普達爾                                                                               | 特耶·雷普達爾 & 追逐者                | 4:39           |
| 11.            | New Dawn Fades                                                                  | 伊恩·柯蒂斯 彼得·虎克 （ 英语 ： Peter Hook） 史蒂芬·莫里斯 （ 英语 ： Stephen Morris (musician)） 伯納德·桑姆納 （ 英语 ： Bernard Sumner） | 莫比                                  | 2:54           |
| 12.            | Entrada & Shootout                                                              | 艾略特·高登索                                                                               |                                       | 1:45           |
| 13.            | Force Marker                                                                    | 布萊恩·伊諾                                                                                 | 布萊恩·伊諾                           | 3:37           |
| 14.            | Coffee Shop                                                                     | 艾略特·高登索                                                                               |                                       | 1:37           |
| 15.            | Fate Scrapes                                                                    | 艾略特·高登索                                                                               |                                       | 1:34           |
| 16.            | La Bas: Song of the Drowned（出自1995年專輯《The Mirror Pool》）                | 莉薩·傑勒德                                                                                 | 莉薩·傑勒德                           | 3:10           |
| 17.            | Gloradin（出自1995年專輯《The Mirror Pool》）                                   | 莉薩·傑勒德                                                                                 | 莉薩·傑勒德                           | 3:56           |
| 18.            | Run Uphill                                                                      | 艾略特·高登索                                                                               |                                       | 2:51           |
| 19.            | Predator Diorama                                                                | 艾略特·高登索                                                                               | 克羅諾斯四重奏                        | 2:39           |
| 20.            | Of Separation                                                                   | 艾略特·高登索                                                                               |                                       | 2:21           |
| 21.            | God Moving Over the Face of the Waters（出自1995年專輯《Everything Is Wrong》） | 莫比                                                                                        | 莫比                                  | 6:58           |

## 上映發行

### 首輪上映
1995年10月，該片在全美戲院公會舉辦的ShowEast上獲得好評。1995年12月7日星期四，該片的首映禮舉辦於伯班克华纳兄弟片场的史蒂芬·J·羅斯戲院，現場有500名賓客，在場的該片相關人士包含：導演麥可·曼恩、演員艾爾·帕西諾、罗伯特·德尼罗、湯姆·賽斯摩、艾希莉·賈德、米凱帝·威廉森與巴德·寇特。隨後該片於1995年12月15日在美國院線上映。美國電影協會將該片分為R級，未滿17歲人士不得單獨觀賞，原因是該片包含暴力場面和髒話。

### 後續發行
| 收錄內容           | 版本 | 版本           | 版本 | 版本          | 版本              |
| 收錄內容           | DVD  | DVD 雙碟特別版 | BD   | BD 導演終極版 | UHD-BD 終極收藏版 |
| ------------------ | ---- | -------------- | ---- | ------------- | ----------------- |
| 4K重製正片         | 否   | 否             | 否   | 是            | 是                |
| 導演隨片講評       | 否   | 是             | 是   | 是            | 是                |
| 製作《烈火悍將》   | 否   | 是             | 是   | 是            | 是                |
| 帕西諾與狄尼洛對談 | 否   | 是             | 是   | 是            | 是                |
| 重返犯罪現場       | 否   | 是             | 是   | 是            | 是                |
| 刪減片段×11        | 否   | 是             | 是   | 是            | 是                |
| 院線預告×3         | 是   | 是             | 是   | 是            | 是                |
| 座談錄像×2         | 否   | 否             | 否   | 是            | 是                |

院線上映之後，片商發行了該片的VHS磁帶和鐳射影碟，然而具體發行日期已不可考。1999年1月3日，該片透過NBC電視台進行電視首播，然而播出的版本經過大幅刪減。導演曼恩對此感到不滿，因而在演職人員名單上使用化名「艾倫·史密西」。1999年7月，該片的DVD在美國首發。2005年2月，華納兄弟家庭娛樂在美國推出雙碟特別版DVD（Two-Disc Special Edition），第一碟收錄正片和曼恩的隨片講評，第二碟收錄幕後花絮和刪減片段。藍光光碟於2009年11月10日在美國首發。
2015年，為了紀念上映20週年，該片的35毫米膠片版本在第40屆多倫多國際電影節（TIFF）上公開放映，並邀請曼恩進行座談。2016年9月7日，該片的4K重製版（4K remaster）以DCP形式在塞缪尔·戈尔德温剧院放映，由奥斯卡金像奖的主辦單位电影艺术与科学学院舉辦。放映結束後舉行了由克里斯托弗·诺兰主持的問答環節，出場的該片相關人士包含曼恩、演員帕西诺、德尼罗、方·基墨、黛安·薇諾拉、艾米·布倫尼曼、米凱帝·威廉森、製片人皮特·扬·布拉戈、亞特·林森、攝影指導但丁·斯宾诺蒂、剪輯師威廉·戈登伯格與混音師安迪·尼尔森。
2017年5月9日，名為「導演終極版」（Director's Definitive Edition）的雙碟版藍光光碟在美國上市，發行商從華納兄弟改成二十世紀福斯家庭娛樂。2017年10月，第9屆盧米埃電影節放映了該片的4K重製版，映前舉辦曼恩、蒂埃里·弗雷莫與吉勒摩·戴托羅的三人座談。名為「終極收藏版」（Ultimate Collector's Edition）的超高清蓝光光碟於2022年8月9日在美國推出，因為迪士尼收購21世紀福斯的關係，該光碟由華特迪士尼家庭娛樂公司發行。

## 迴響

### 票房
在美國，該片於1995年12月15日在1325家劇院上映，同期新片有《逃出魔幻紀》和《新龍鳳配》。該片於首映週末（12月15日—17日）收穫844萬美元的票房，排名當週第三，僅次於《逃出魔幻紀》（1108萬）和《玩具总动员》（1097萬）。次週末適逢圣诞节假期（12月22日—25日），該片進帳731萬美元，被新片《等待夢醒時分》和《見色忘友2》擠到第五名。第三個週末是跨年假期（12月29日—1月1日），該片增開至1341家劇院，賺進1029萬美元的票房，為整輪上映週期裡最賣座的週末。該片在週末票房排行的前十名待了六週，第七週降至第12名。截止至下檔日，該片的全美票房為67,436,818美元，加上來自其他地區的1.2億美元，全球票房估計為187,436,818美元。

### 影評
| 綜合得分     | 綜合得分 |
| 來源         | 評分     |
| ------------ | -------- |
|              | 76/100   |
| 爛番茄       | 83/100   |
| 評論得分     |          |
| 來源         | 評分     |
| 芝加哥太陽報 | [ 11 ]   |
| 芝加哥論壇報 | [ 91 ]   |
| 娱乐周刊     | B-       |
| 紐約每日新聞 | [ 16 ]   |
| 費城詢問報   | [ 2 ]    |
| Reelviews    | [ 3 ]    |
| 西雅图时报   | [ 14 ]   |

《烈火悍將》獲得多數影評人的正面評價。根据評論匯總网站爛番茄汇总的150篇评论文章，83%的评论家给予该作正面评价，平均打分为7.60分（满分10分）。该网站总结的评论家共识是“雖然艾尔·帕西诺與罗伯特·德尼罗只有區區幾分鐘的共戲時間，《烈火悍將》是一部令人著迷的犯罪劇情片，借力於領銜明星那充滿說服力的演出，並證明麥可·曼恩是這類電影的大師。”在Metacritic網站上，該片得到「正面評論為主」的綜合評分，獲得了76/100分（23位影評人）。據美國CinemaScore所進行的調查，觀眾的平均評價於A+至F間落於「A-」。
曼恩的導演表現獲得普遍好評。《华盛顿邮报》的哈爾·辛森稱讚曼恩在片中出色地營造張力，影片質感和氣氛也一把罩，成功將觀眾帶入洛杉矶的警匪世界。《纽约时报》的珍妮特·馬斯林認為曼恩以巧妙的視覺賣點吸引觀眾，全片有著獨特的觀感。部分影評人認為曼恩在片中一展招牌風格。《新闻周刊》的大衛·安森寫道，曼恩在《烈火悍將》中延續過往作品的格調，呈現高端風格（high style）和硬骨子的浪漫主义。《西雅图时报》的約翰·哈特爾（John Hartl）覺得該片有著曼恩監製影集《邁阿密風雲》那熱力十足的視聽風格，連洛杉磯的光害看起來都如此迷人。然而由曼恩執筆的劇本收穫褒貶不一的評價，《洛杉磯時報》的肯尼斯·圖蘭認為該片的敘事引人入勝，足以撐起三個小時的片長，馬斯林反稱該片太冗長，且劇情脫離不了猫鼠游戏的套路，影評人詹姆斯·伯拉迪尼也指摘劇情偏公式化。《紐約每日新聞》的戴夫·基爾認為該片用家庭劇將片長填滿至三個小時，批評肥皂剧般的劇情與黑色電影的框架產生衝突。
對於個別場景，影評人們各持看法。該片的犯罪和動作場面贏得影評人讚許，《時代雜誌》的理查·席克爾認為開場的裝甲車劫案堪稱影史最佳，並稱市中心的槍戰片段是「不懈鑽研而成的傑作」。咖啡廳片段則評價兩極，《娱乐周刊》的歐文·格萊伯曼給予該片負評，但稱該片段是少數的好戲。伯拉迪尼與《費城詢問報》的史蒂芬·雷則批評該片段辜負觀眾期望，後者寫道：「這場戲太過悠哉了，簡直什麼都沒發生，就像一場一輪就結束的拳賽，還連擊倒都沒出現。」
該片對角色們的深刻描繪獲得普遍好評，《綜藝雜誌》的影評人陶德·麥卡錫認為該片在該方面超越一般動作片的水準。哈特爾讚賞片中角色設定紮實，始終飽滿迷人。《芝加哥太陽報》的影評人罗杰·埃伯特也認為片中角色「能言善道、洞察力和想像力十足，必要時還帶點詩意」，絲毫沒有落入窠臼。不過，雷認為該片的角色雖比另一部片《賭城風雲》還要有人性，但也不過是裝飾過的陳腔濫調，伯拉迪尼直言片中的角色塑造老套又無趣。由曼恩執筆的角色對白獲得褒貶不一的評價，伯拉迪尼認為對白毫無新意，圖蘭則寫道：「曼恩寫的對白有時聽起來雕飾過度，帶著自我意識強烈的歌劇感，但大多時候都強而有力且切中要點。」埃伯特給出較好的評價，認為該片毫不單調的對白足以讓角色表達內心想法。
影評人大多讚賞片中的群戲陣容。圖蘭稱讚眾演員的表現為該片成功的核心，許多演員都繳出了內斂但有力的生涯最佳演出，哈特爾也認為每個角色都由懂得詮釋的演員扮演，且在演出上並沒有犯老調重彈的毛病。辛森指出，身為導演的曼恩一絲不漏地捕捉到演員的精彩表現，功不可沒。主演帕西诺與德尼罗各自的表演備受好評，評論認為前者招搖活潑，後者專注謹慎。《芝加哥論壇報》的麥可·威爾明頓（Michael Wilmington）稱讚兩人大膽捕捉每場戲中的情感，毫不退縮。基爾對於兩人共戲過少（全片只有兩次）感到失望。配角演員被點名稱讚的包含：方·基墨、強·沃特、湯姆·賽斯摩、艾希莉·賈德、韋斯·斯塔蒂和凱文·蓋奇。
技術方面，麥卡錫稱讚道：「但丁·斯宾诺蒂那引人入勝的運鏡、尼爾·史畢賽克（Neil Spisak）出色的美術指導工作、艾略特·高登索操刀的絕佳音軌（佐以數種畫外音）和四人合力的電影剪輯，都很出眾。」馬斯林也讚賞了攝影師和剪輯師的表現。

#### 主題分析

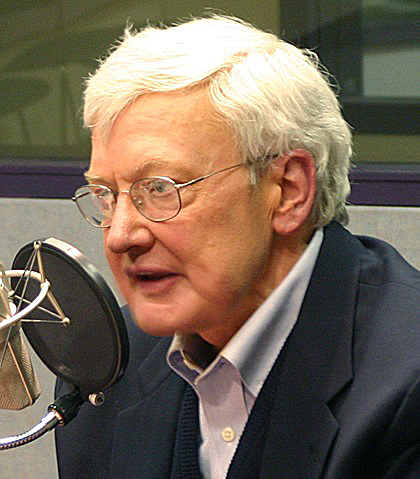
《芝加哥太陽報》影評人罗杰·埃伯特（攝於2006年）認為《烈火悍將》的主題盡顯於咖啡廳片段中

在影評人眼中，該片的主要母題是警察與匪徒的關係。埃伯特以咖啡廳片段為例指出：「《烈火悍將》的真相就濃縮在這裏頭，那就是警察和搶匪需要彼此：他們佔據著同一個空間、隔絕於社會主流、以他們的規則自我定義。」威爾明頓也認為片中的警察與罪犯因專業主義而產生聯繫、互相著迷，彼此映照，甚至彼此需要。安森則覺得曼恩並不打算探討警匪之間的善惡，而是雙方的行為、選擇和內在壓力。漢納與麥考利之間的異同也被一併討論。圖蘭指出，雖然前者熱情、後者冷酷，兩人都排除一切地從事自己最拿手的事，他們之間比各自的私人伴侶或同事更接近。威爾明頓也認可漢納與麥考利的共同之處，但他認為麥考利忠勇正直、漢納脾氣暴躁，顯示該片在角色描寫上有同情罪犯、黑化警察的傾向，頗為獨特。席克爾則指出，與秉持純粹理性的麥考利相比，身為警察的漢納更能接受無政府狀態，未免諷刺。
客體描寫方面，有影評人探討了該片對男性以及男女關係的詮釋。圖蘭認為該片是一部充滿男性气质的電影，神话化了分處法律兩端的男人們。席克爾看出該片對當代美國的男性工作狂報以同情。辛森則指出，片中男人與男人之間的態度是海明威式的。另一方面，埃伯特在影評中點出，片中有一種男女之間的衝突，男方有著工作要做，女方則希望把丈夫留在家裡。辛森也注意到，片中對男性的描寫顯示出專業與家庭的衝突，他們充滿毀滅傾向又暴力，以致於難以驯化，真正的伴侶（mate）只能是另一個男人。該片對洛杉矶的刻劃也受到影評人注目。席克爾認為，曼恩將洛杉磯拍成一個虛無的空間，等著被暴力所填滿。威爾明頓則指出，片中的洛杉磯彷彿繼承雷蒙·錢德勒、詹姆斯·凱恩和保羅·凱恩等人的作品，並寫道：「如同《銀色·性·男女》（1993年），《烈火悍將》是一首獻給洛杉磯的愛恨一體詩篇，當曼恩拍街道、高速公路和洛杉磯國際機場時，他不給我們《轰天炮》風格的亮麗遊景。他展示了一個陰暗、荒涼、有點煙霧繚繞、被頭腦好的街頭份子所統治的洛杉磯。」
一些影評人將該片與同類型的片種進行比對。圖蘭指出，該片有著搶劫片常見的主題，即罪犯與警察、獵物與獵人之間的相似之處比不同之處來得多。威爾明頓則提到，片中警匪之間存在共生關係的暗示出現在很多1960年代後半的驚悚片中，而片中警匪兩邊的主角極少碰頭，戲份平行且均等，這種結構可見於1993年的《火线狙击》和《巔峰戰士》等驚悚片。馬斯林認為，鑒於片中對雙方衝突的描寫過於普世通用，該片亦可比做一部西部片或是《悲惨世界》。部分影評人推崇該片在同類電影中的地位，麥卡錫認為該片是搶劫片類型的復甦之作，安森則覺得現代主義的《烈火悍將》為犯罪片注入活水，使該片種不再由后现代主义的《低俗小说》（1994年）獨挑大樑。一些影評人也形容該片具備史诗片的格局。至於與其他電影作品的關聯，威爾明頓認為該片可能受到《日落黃沙》（1969年）的深刻影響，兩部片中都描寫有情誼的匪徒對抗更像反派的警察，辛森也認為該片對人類生而暴力的觀點和《烈火悍將》相像。圖蘭指出，《烈火悍將》將罪犯描寫成孤獨的存在主义鬥士並非首創，例如1967年法國片《独行杀手》就是箇中傑作。

### 獎項
該片並未獲得任何一項奥斯卡金像奖提名，被視為影史上的奧斯卡遺珠之一。《洛杉磯時報》的影評人肯尼斯·圖蘭在1996年1月時曾看好該片角逐最佳導演（曼恩）、最佳男主角（帕西諾）、最佳男配角（基墨或沃特）和最佳女配角（薇諾拉、布倫尼曼或賈德）。《时尚先生》為該片沒有入圍最佳音响、最佳音效剪辑和最佳原创音乐一事抱憾。
| 獎名/影展名        | 頒獎日期      | 獎項               | 入圍者                                                                        | 結果 | 來源          |
| ------------------ | ------------- | ------------------ | ----------------------------------------------------------------------------- | ---- | ------------- |
| 芝加哥影评人协会獎 | 1996年        | 最佳影片           | 《烈火悍將》                                                                  | 提名 | [ 95 ] [ 96 ] |
| 芝加哥影评人协会獎 | 1996年        | 最佳女配角         | 黛安·薇諾拉                                                                   | 提名 | [ 95 ] [ 96 ] |
| 芝加哥影评人协会獎 | 1996年        | 最佳攝影           | 但丁·斯宾诺蒂                                                                 | 提名 | [ 95 ] [ 96 ] |
| 芝加哥影评人协会獎 | 1996年        | 最佳原創音樂       | 艾略特·高登索                                                                 | 提名 | [ 95 ] [ 96 ] |
| 電影音效學會獎     | 1996年        | 最佳真人電影混音   | 再錄音混音師：克里斯·珍金斯、馬克·史密斯與朗·巴特萊特 現場混音師：李·奥尔洛夫 | 提名 | [ 97 ]        |
| 土星獎             | 1996年6月25日 | 最佳動作或歷險電影 | 《烈火悍將》                                                                  | 提名 | [ 98 ]        |
| 土星獎             | 1996年6月25日 | 最佳電影男配角     | 方·基默                                                                       | 提名 | [ 98 ]        |

## 影響與地位

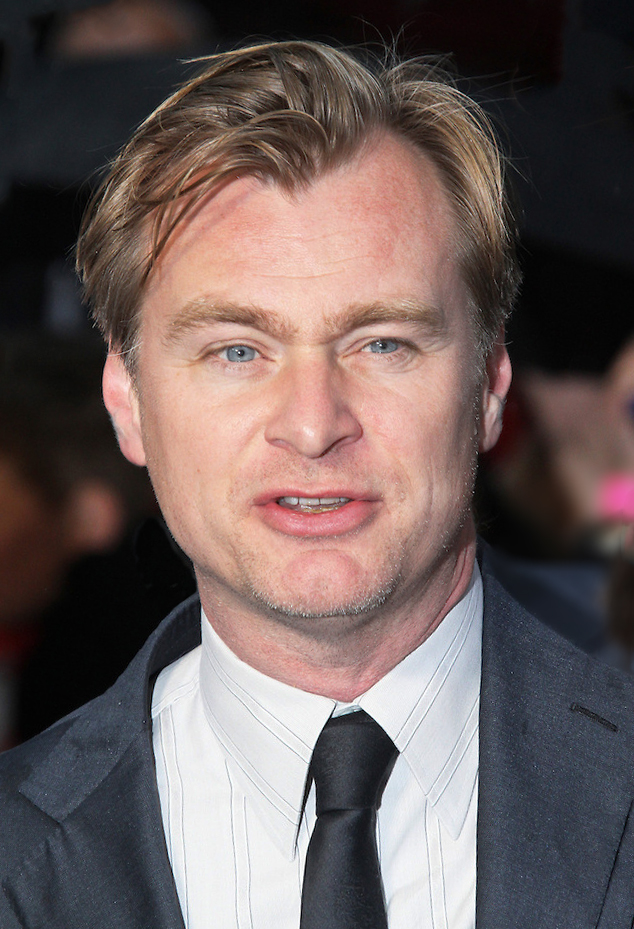
2008年電影《黑暗騎士》受到《烈火悍將》影響，該片導演克里斯托弗·诺兰（攝於2013年）主持了2016年《烈火悍將》放映會的映後座談

許多電影人公開表明對該片的喜愛，包含大衛·羅利、荷黑·R·古鐵雷茲和小约翰·加拉赫。該片也影響了後世諸多電影作品，《GQ》雜誌的編輯威廉·古德曼（William Goodman）舉出了至少八部電影，其中之一是2008年超級英雄電影《黑暗騎士》。該片的導演克里斯托弗·诺兰在接受IGN訪問時表示，在他想要深入描寫關於高譚市的宏大故事時，《烈火悍將》是他的靈感來源，而為了向之致敬，他找來《烈火悍將》中羅傑·范贊特一角的演員威廉·菲克纳，給予一個在《黑暗騎士》片頭戲分頗重的角色。本·阿弗莱克在製作2010年犯罪片《城中大盗》時也表示，《烈火悍將》的影響力甚至擴及至現實中的警匪，使他感到難以超越。2018年電影《星際大戰外傳：韓索羅》的編劇強納森·卡斯丹告訴《娱乐周刊》，他想參考《烈火悍將》裡漢納與麥考利之間的關係。其他媒體方面，2001年遊戲《俠盜獵車手III》深受《烈火悍將》影響（由製作人萨姆·豪瑟證實），其續作《俠盜獵車手IV》（2007年）中的任務「三葉草」（Three Leaf Clover）以及《俠盜獵車手V》（2013年）的「閃電突擊」（Blitz Play）都被認為是對《烈火悍將》的模仿。
《烈火悍將》被以下媒體或電影網站選為影史佳作：
| 年分   | 頒發者                    | 頭銜               | 排名 | 備註    |
| ------ | ------------------------- | ------------------ | ---- | ------- |
| 2010年 | 《衛報》                  | 影史25大最佳犯罪片 | 22   | [ 108 ] |
| 2017年 | 《滾石雜誌》              | 1990年代百大電影   | 28   | [ 109 ] |
| 2023年 | 《綜藝雜誌》              | 影史50大最佳動作片 | 21   | [ 110 ] |
| 2025年 | 《帝國雜誌》              | 影史百大電影       | 30   | [ 111 ] |
| 不適用 | 互联网电影数据库 （IMDb） | 影史250部最佳電影  | 105  | [ 112 ] |

## 小說續作
2022年8月9日，該片的小說續作《烈火悍將2》在美國出版，由編導麥可·曼恩與驚悚小說作家梅格·嘉德納共同執筆，出版社為哈珀柯林斯。在內容上，該小說屬於《烈火悍將》的續集兼前傳，續集部份描述在第一集的事件之後，薛哈利斯試圖擺脫漢納的追捕；前傳部分則回到1988年，述說漢納和麥考利一幫人的過去。該小說的消息此前於2016年3月首度公布，書籍上市三個月前，曼恩便在與《帝國雜誌》的訪談中表態希望將之搬上大銀幕。2023年10月，曼恩證實《烈火悍將2》的電影版將是他的下一個計畫，後於2024年7月向《洛杉磯時報》稱他希望能於2024年底或2025年初開鏡，並對各式各樣的選角傳聞不予置評。2025年適逢《烈火悍將》上映30週年，曼恩在該年3月宣布已完成續作的電影劇本，並已將之交給华纳兄弟。

## 備註
1. ↑  見以下文獻：[1][2][3][4]
2. 1 2 3  英文俚語中「heat」可指警方的調查行動[8]。
3. ↑  見以下文獻：[11][10][12][14][15][18][16]
4. ↑  見以下文獻：[10][2][18][16][16][1]

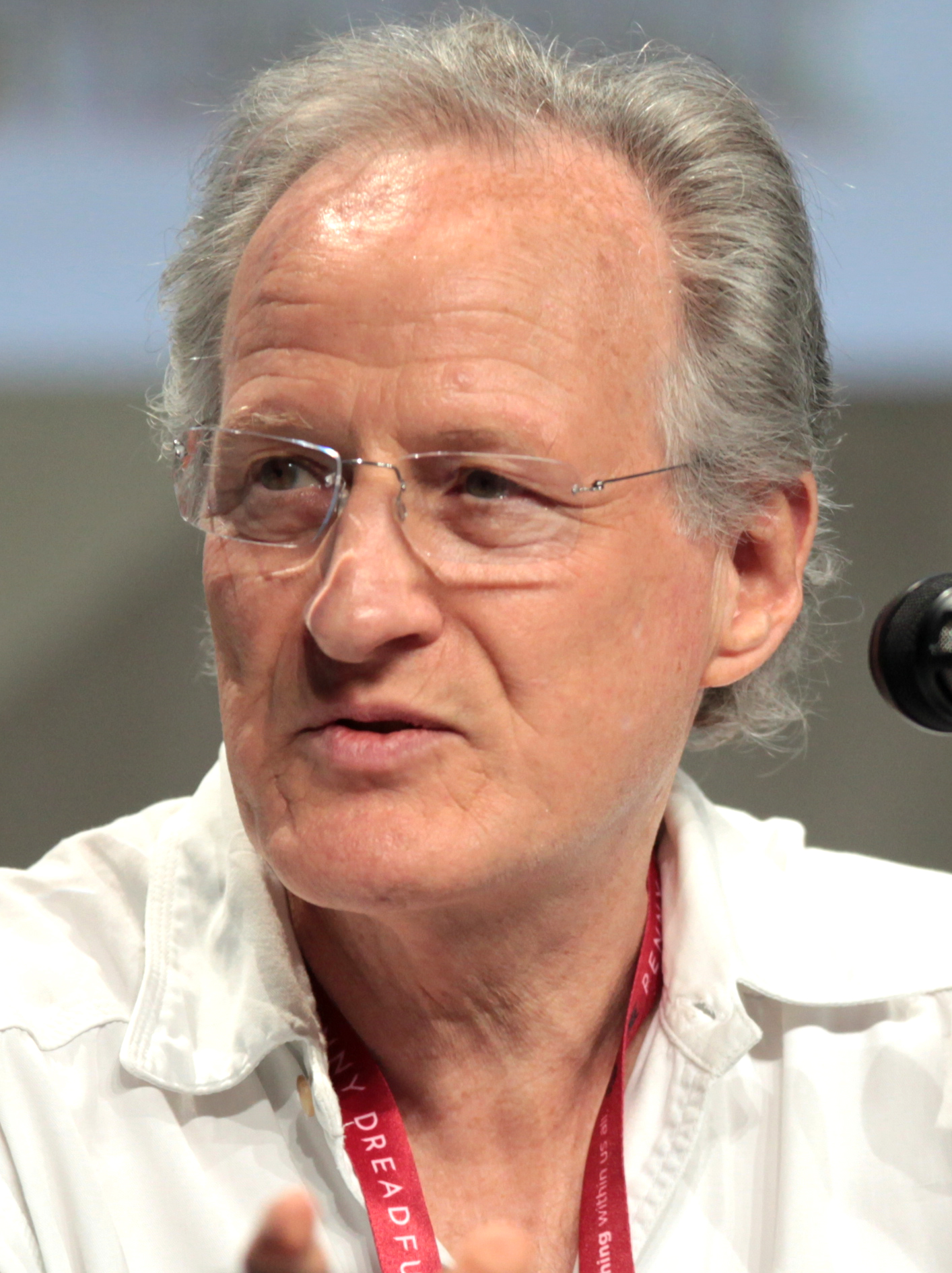
該片的導演、編劇兼監製麥可·曼恩（攝於2014年）

5. ↑  許多來源將年份誤植為1963年，曼恩在數次訪談中也說是該年[影 1][影 2]。
6. ↑  其中許多人在曼恩的安排下成為演員，例如警探丹尼斯·法瑞納（曾是亞當森的搭檔），以及兩名罪犯約翰·桑圖奇（John Santucci）和W·R·比爾·布朗（W.R. Bill Brown）[影 7]。他們曾演出曼恩的電影處女作《大盜》（1981年）等作品[25]。
7. ↑  曼恩在訪談中表示，他起心動念要創作該片的劇本時，還尚未執導1979年電視電影《天牢勇士》[影 9]，因此較不可能是1980年。
8. ↑  為了將該劇本與成片做出區別，此處另作他譯[註 2]。
9. ↑  原文：
10. ↑  曼恩在2015年受訪時表示，他反對NBC主管布兰登·塔奇科夫把漢納的演員換掉，導致了這個結果[23]。
11. ↑  帕西诺以《女人香》（1992年）得獎[44]，德尼罗以《愤怒的公牛》（1980年）得獎[45]；後者還曾先以《教父2》（1974年）榮獲奥斯卡最佳男配角奖[46]。
12. ↑  原文：[註 2]
13. ↑  麥考利在片中有一句常被引用的台詞，其反映了他的信條：「做人要了無牽掛，一旦感到風頭不對時，30秒內就要能一走了之。」[註 12][52][43][33]
14. ↑  此人也是該片的技術顧問[影 22]。
15. ↑  見以下文獻：[影 35][影 36][23][32][28]
16. ↑  整部片中兩人也僅共戲兩次[16]，另一個片段則是結局[影 37]。
17. ↑  在該片段中，基默飾演的薛哈利斯持槍朝兩個方向射擊，然後俐落地換彈匣[23]。
18. ↑  參見音樂領域中的折衷主義。
19. ↑  原文：，片長約59分鐘的三段式紀錄片。
20. ↑  原文：，片長約10分鐘的紀錄片。
21. ↑  原文：，片長約12分鐘的紀錄片。
22. ↑  雖然播出時段有三個小時之長，但其中約48分鐘要播放廣告，壓縮了該片能播出的片長[4]。
23. ↑  事實上2015年該片於多倫多國際電影節放映時，影片拷貝就已是由二十世紀福斯所提供[影 51]。
24. ↑  原文：
25. ↑  見以下文獻：[13][19][12][1][3][21]
26. ↑  原文：
27. ↑  見以下文獻：[15][14][21][2]
28. ↑  見以下文獻：[15][12][91][1]
29. ↑  原文：
30. ↑  原文：
31. ↑  原文：

### 引用作品
書籍
- Steensland, Mark.  (eBook). Pocket Essentials（英语：The Pocket Essentials）. 2002. ISBN 1-903047-84-6 （英语）.EBSCOhost 266803
  - 章節：. : 64–68.
  - 章節：. : 68–77.
- Kushner, David. . Turner Publishing Company（英语：Turner Publishing Company）. 2012-04-03. ISBN 978-0-4709-3637-5 （英语）.
- Sanders, Steven; Palmer, R. Barton. . Edinburgh University Press. 2014-07-03. ISBN 9780748693559. doi:10.1515/9780748693559 （英语）.

雜誌與期刊
- Robley, Les Paul. . American Cinematographer（英语：American Cinematographer）. January 1996, 71 (1): 46-50 （英语）.ProQuest 2471833894

影音
說明：「第〇分鐘處」指的是相關內容出現在影片的〇分鐘0秒至〇分鐘59秒之間
- Nick Freand Jones (producer).  (Documentary). BBC Two. 1997-02-23 （英语）.

 (2-Disc Blu-ray). 20th Century Home Entertainment. 2016.
- . 2005 （英语）.

| 排序 | 章節名稱 | 時長  |
| ---- | -------- | ----- |
| 1    | .        | 14:49 |
| 2    | .        | 20:30 |
| 3    | .        | 24:05 |

- . 2005 （英语）.
- . 2005 （英语）.
- . 2017 （英语）.

| 排序 | 章節名稱 | 時長    |
| ---- | -------- | ------- |
| 1    | .        | 30:27   |
| 2    | .        | 1:03:23 |

## 延伸閱讀
書籍
- Rybin, Steven. . Lexington Books. 2007. ISBN 978-0-7391-2042-2 （英语）.
- Sanders, Steven; Skoble, Aeon J.; Palmer, R. Barton (编). . University Press of Kentucky（英语：University Press of Kentucky）. 2014. ISBN 978-0-8131-4473-3. JSTOR j.ctt5vkktc –Google Books （英语）.
  - 章節：Corne, Jonah. . : 227–243. JSTOR j.ctt5vkktc.17.
- James, Nick. . Bloomsbury Publishing. 2019-07-25 [2002]. ISBN 978-1-83871-610-3. （原始内容存档于2024-09-11） –Google Books （英语）.

雜誌與期刊
- Robley, Les Paul. . American Cinematographer（英语：American Cinematographer）. January 1996, 71 (1): 48–49 （英语）.ProQuest 2471846333
- Lindstrom, J. A. . Jump Cut（英语：Jump Cut (journal)）. July 2000, (43): 21–37 （英语）.
- Luis M. García, Mainar.  (PDF). BELLS: Barcelona English Language and Literature Studies (University of Barcelona). Autumn 2008, (17). ISSN 1697-1612 （英语）.
- Mattes, Ari M. . Journal of Popular Film & Television（英语：Journal of Popular Film & Television）: 186–194 （英语）.doi:10.1080/01956051.2014.896778

## 外部連結
- 互联网电影数据库（IMDb）上《盜火線》的资料（英文）
- Box Office Mojo上《盜火線》的資料（英文）
- AllMovie上《盜火線》的资料（英文）
- Metacritic上《盜火線》的資料（英文）
- 爛番茄上《盜火線》的資料（英文）